# Sipalolasma warnantae
Sipalolasma warnantae là một loài nhện trong họ Barychelidae. Loài này phân bố ờ Congo.